# NGC 3378
NGC 3378 ist eine Balken-Spiralgalaxie vom Hubble-Typ SBbc im Sternbild Antila am Südsternhimmel. Sie ist schätzungsweise 222 Millionen Lichtjahre von der Milchstraße entfernt und hat einen Durchmesser von etwa 100.000 Lj.
Das Objekt wurde am 1. Februar 1835 von dem britischen Astronomen John Herschel entdeckt.